# Bojendorf auf Fehmarn
Bojendorf ist ein Nord-Süd-gestrecktes Straßendorf auf der Insel Fehmarn und ein Stadtteil der Stadt Fehmarn im Kreis Ostholstein in Schleswig-Holstein.

## Geschichte
Im Waldemar-Erdbuch von 1231 wird Bojendorf Boyaenthorp mit 6 mansi genannt.
Überliefert ist der formale Ablauf einer Thingversammlung. Dat Ding (Thing) stand unter einem strikten Friedensgebot und wurde im eingehegten dee Buur abgehalten. Eröffnet wurde eine Thingsitzung mit den Worten Dat Ding is apen! un dee Buur is too. Bis um 1700 wurden besondere Beschlüsse in alle vier Winde laut gerufen. Schlusswort des Worthalters: Dee Ding is schlaten, dee Buur is apen.
Wegen seiner nur knapp über dem Meeresspiegel liegenden Fluren war Bojendorf früher oft überschwemmt. Bei der Sturmflut von 1872 wurden 17 Häuser schwer beschädigt. Erst seit dem Deichbau von 1872 bis 1874 sind die Bewohner vor Überflutungen sicher. Bis 2003 wurde der Deich westlich von Bojendorf um einen halben Meter angehoben und teilweise ins Inselinnere verlegt.

## Geographische Lage
Bojendorf liegt im Westen der Insel Fehmarn an der Ostsee, etwa einen Kilometer vom Bojendorfer Strand sowie vom Wallnauer Strand entfernt. Von Petersdorf liegt Bojendorf drei Kilometer entfernt. Die Fläche der Dorfflur beträgt etwa 160 Hektar.
Nördlich von Bojendorf bestand früher ein kleiner Bootshafen. Der Flurname Havenkamp deutet noch heute auf diese Funktion. Der Dorfname wird auch auf die Bezeichnung für Kleinschiffe (Boje – kleine Barke oder Schute) zurückgeführt.